# Willie Meyer
 William (Willie) Meyer, né le 6 novembre 1967 à Port Elizabeth (Afrique du Sud), est un joueur de rugby à XV qui a joué avec l'équipe d'Afrique du Sud. Il évoluait au poste de pilier droit avec son gabarit de 1,85;m pour 120kg joueur rude dans le jeu et bon manieur de ballons

## Carrière

### En club et province
- Provinces
  - Eastern Province (1989-1996)
  - Orange Free State (1997)
  - Golden Lions (1998-2002)
- Franchises
  - Free State (1997)
  - Cats (1998-2002)

### En équipe nationale
Il a disputé son premier test match le 6 décembre 1997 contre l'équipe d'Écosse. Son dernier test match fut contre l'équipe de France, le 9 novembre 2002.

## Palmarès
- 26 test matchs avec l'équipe d'Afrique du Sud
- Test matchs par année : 1 en 1997, 3 en 1999, 8 en 2000, 7 en 2001, 7 en 2002